# バンクーバー山 (北アメリカ)
バンクーバー山（英: Mount Vancouver）は、北アメリカ大陸の北西部に存在する、北アメリカで15番目に高い山である。カナダとアメリカ合衆国の国境にまたがっており、南側はアラスカパンハンドル上端のグレイシャーベイ国立公園、北側はカナダ・ユーコン準州南西端のクルアーニー国立公園内に位置する。
なお、港湾都市のバンクーバーはカナダのブリティッシュコロンビア州に位置しているが、バンクーバー山のカナダ側はユーコン準州に属している。

## 概要
バンクーバー山は、おおよそ北緯60度21分32秒、西経139度41分53秒に位置しており、山頂の標高は4,812メートルとされている。セイントイライアス山地を構成する山としては比較的よく知られた山の1つである。北峰、中峰、南峰の3つの頂があり、このうち南峰はカナダとアメリカ合衆国の国境で、「Good Neighbor Peak」（良き隣人の頂）と呼ばれている。各峰の標高は、カナダの地図によると北峰が4,812メートル、中峰が4,760メートル、南峰が4,780メートルとされているが、アメリカ地質調査所はバンクーバー山の標高を4,870メートルとしている。

## 名称
「バンクーバー」という名称は、ジョージ・バンクーバーの姓にちなんで、ウィリアム・ヒーリー・ダルが1874年に命名したものである。なお、ジョージ・バンクーバーは、1792年から1794年にかけて、アラスカ州南東部の海岸付近の調査を行った人物として知られている。

## 登山史
北半球のバンクーバー山の初登頂は、1949年7月5日に、ウィリアム・ヘインズワース（William Hainsworth）、アラン・ブルース・ロバートソン（Alan Bruce-Robertson）、ボブ・マッカーター（Bob McCarter）、ノエル・オデールが、ウォルター・ウッド（Walter Wood）による援助を受けて、北西の尾根を経由して北峰の山頂まで登ったことだとされている。なお、この山の北東の尾根経由では、1975年に、クリフ・カンター（Cliff Cantor）、ボブ・ダンゲル（Bob Dangel）、ポール・レドウクス（Paul Ledoux）、ロブ・マイルン（Rob Milne）、ハル・ムーレイ（Hal Murray）、ボブ・ウォーカー（Bob Walker）、ジョン・ヤテス（John Yates）、バートン・ディウルフ（Barton DeWolf）が北峰の山頂まで登ったと、バートン・ディウルフが翌年に発表している。また、この山の西の斜面経由では、1977年に、ジョン・ラチラン（John Lauchlan）、ジョン・カルバート（John Calvert）、トレバー・ジョーンズ（Trevor Jones）、マイク・ソーヤー（Mike Sawyer）が山頂まで登ったとされている。